# Gare Maritime
Gare Maritime, eller Gare de Bruxelles-Tour et Taxis, är en tidigare godsjärnvägsstation i Bryssel i Belgien. År 1895 hade området vid Canal de Willebroeck (Tour & Taxis-området) valts av belgiska staten och Bryssels stad som lokal för en godsjärnvägsstation. Exploateringen skedde från 1900 på 37 hektar mark, vari Gare Maritime ingick som en central del. Byggnaden ritades 1902 av bland andra den belgiske ingenjören Frédéric Bruneel (1855–1942) och invigdes 1907. I området ingår också det tidigare, 1994 restaurade, packhuset Entrepôt royal.
Stationen byggdes som en 40.000 kvadratmeter stor konstruktion i gjutjärn och glas, med sju parallella hallar för spår och perronger. Den tog hand om allt slags varor, såsom socker, kaffe, alkohol, tobak och choklad, och hade tullhantering och frihandelsdepåer. Gare Maritime låg under det statliga belgiska järnvägsbolaget, medan varudepåerna sköttes av företaget "SA du Canal et des Installations maritimes de Bruxelles" (och senare av Bryssels hamnförvaltning).
Godshanteringen förlorade efter hand i relevans från 1960-talet i samband med den ekonomiska integrationen i Europa. Verksamheten lades ned under 1980-talet, varefter markområdet lades ut för försäljning. År 2001 köptes det av ett konsortium och omvandlades till en stadsdel med nya ändamål.

## Nybygget
Neutelings Riedijk Architects och  konstruktören Bureau Bouwtechniek har fram till 2021 omvandlat järnvägsstationen till en kontors- och evenemangsstad genom att under stationshallarnas tak bygga tolv flervånings trähus i KL-trä med 45.000 kvadratmeter yta. Det är med 10.000 kubikmeter det största enskilda byggnadskomplex i KL-trä i Europa. Verksamheten väntas ge arbetsplatser för omkring 2.000 personer.

## Bildgalleri

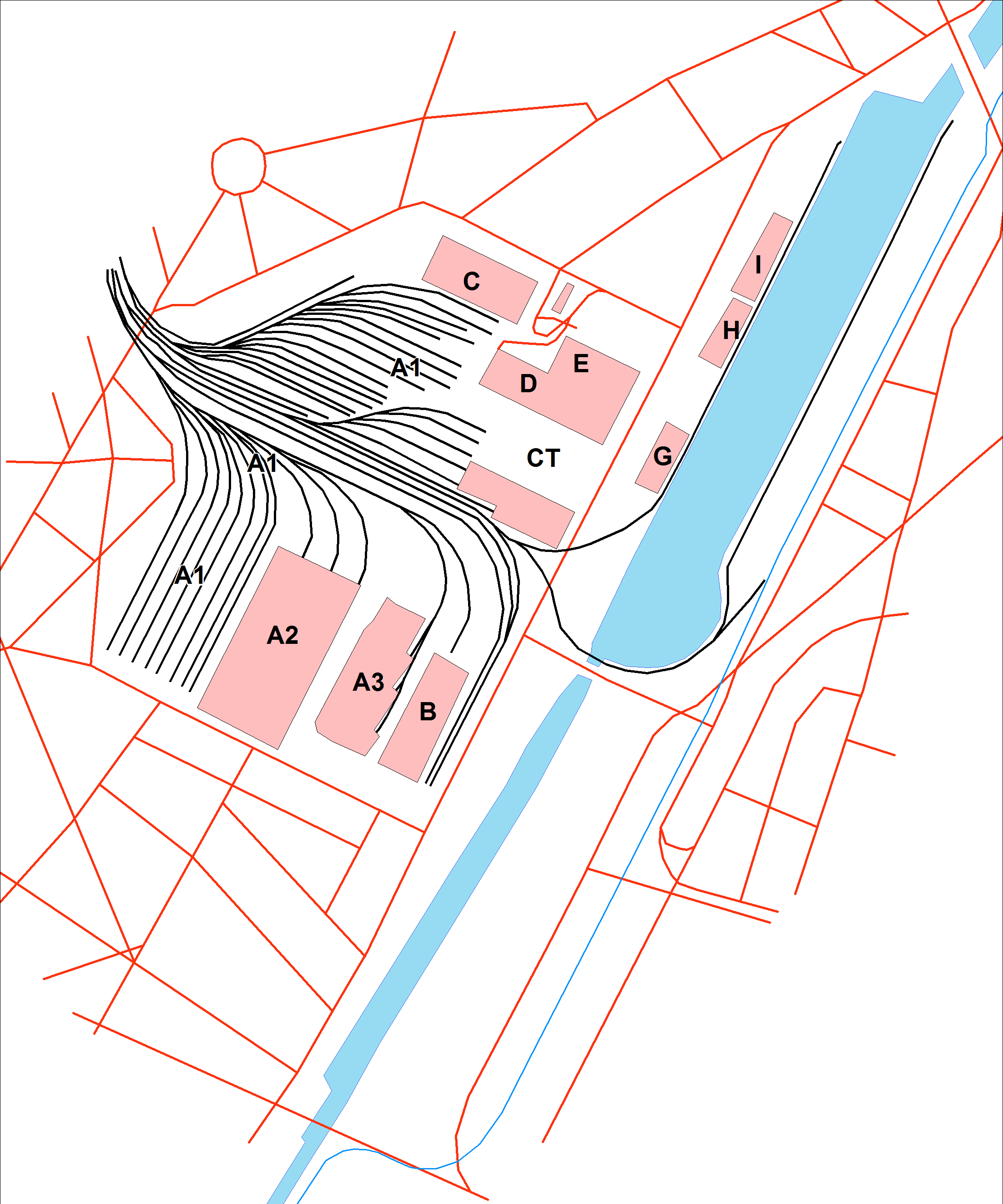
Tour & Taxis-områdets tidigare utseende. A2 betecknar Gare Maritime och B Entrepôt royal
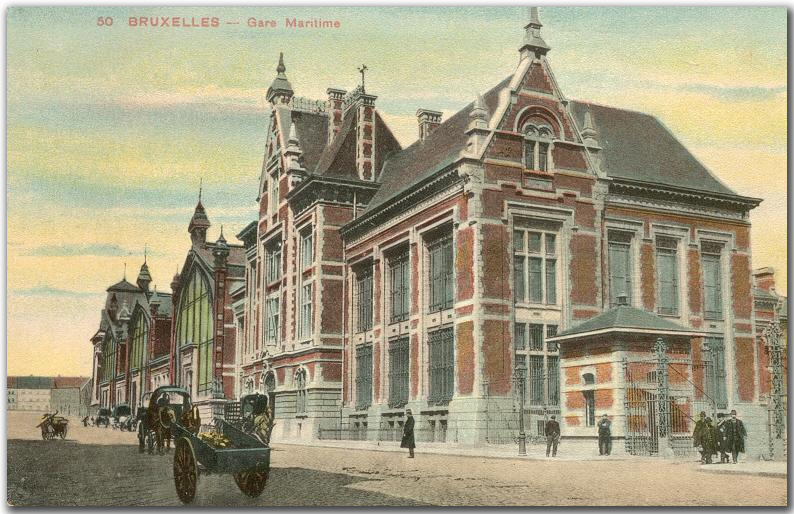
Gare Maritime och Rue Picard, omkring 1900
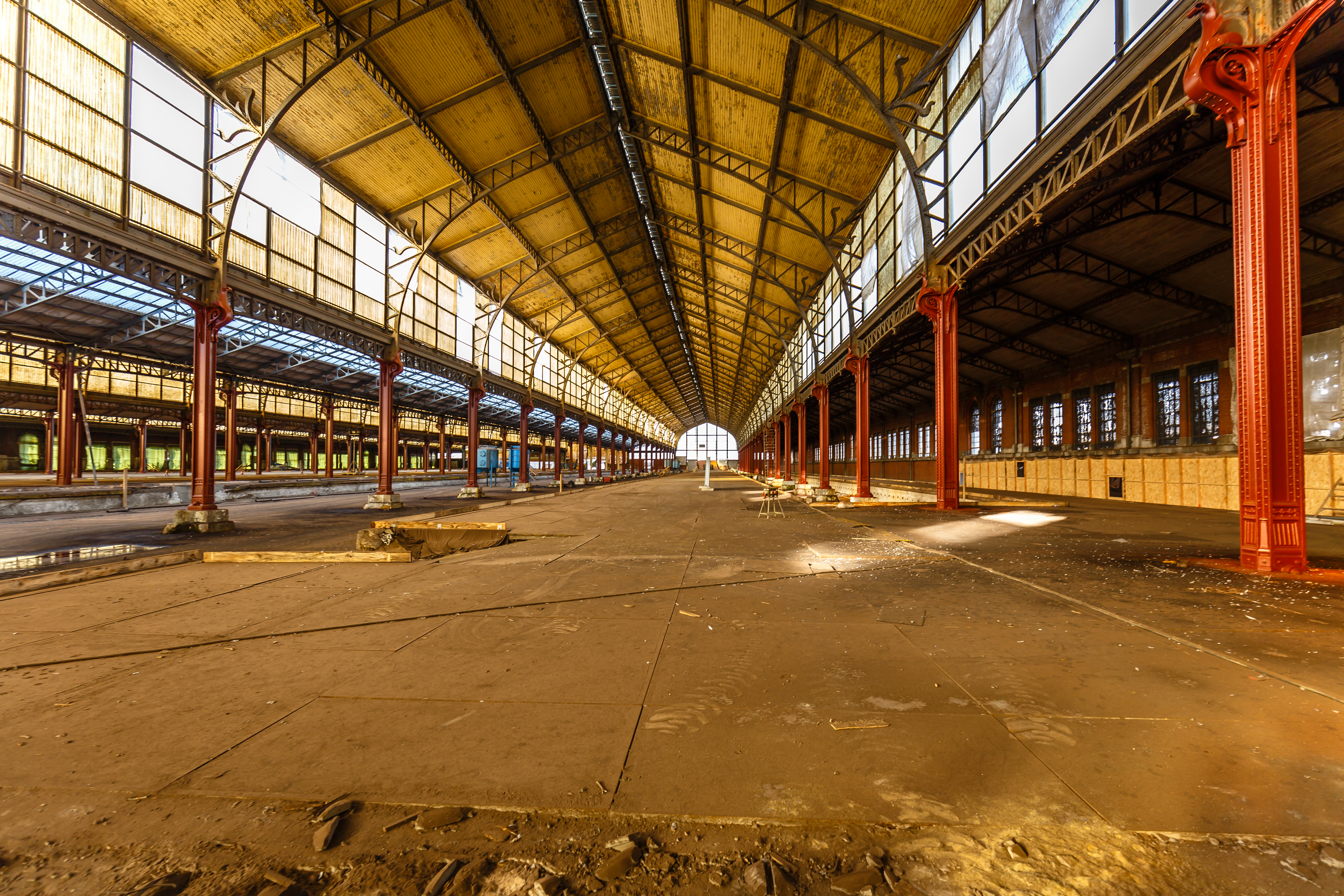
En av stationshallarna, 1916
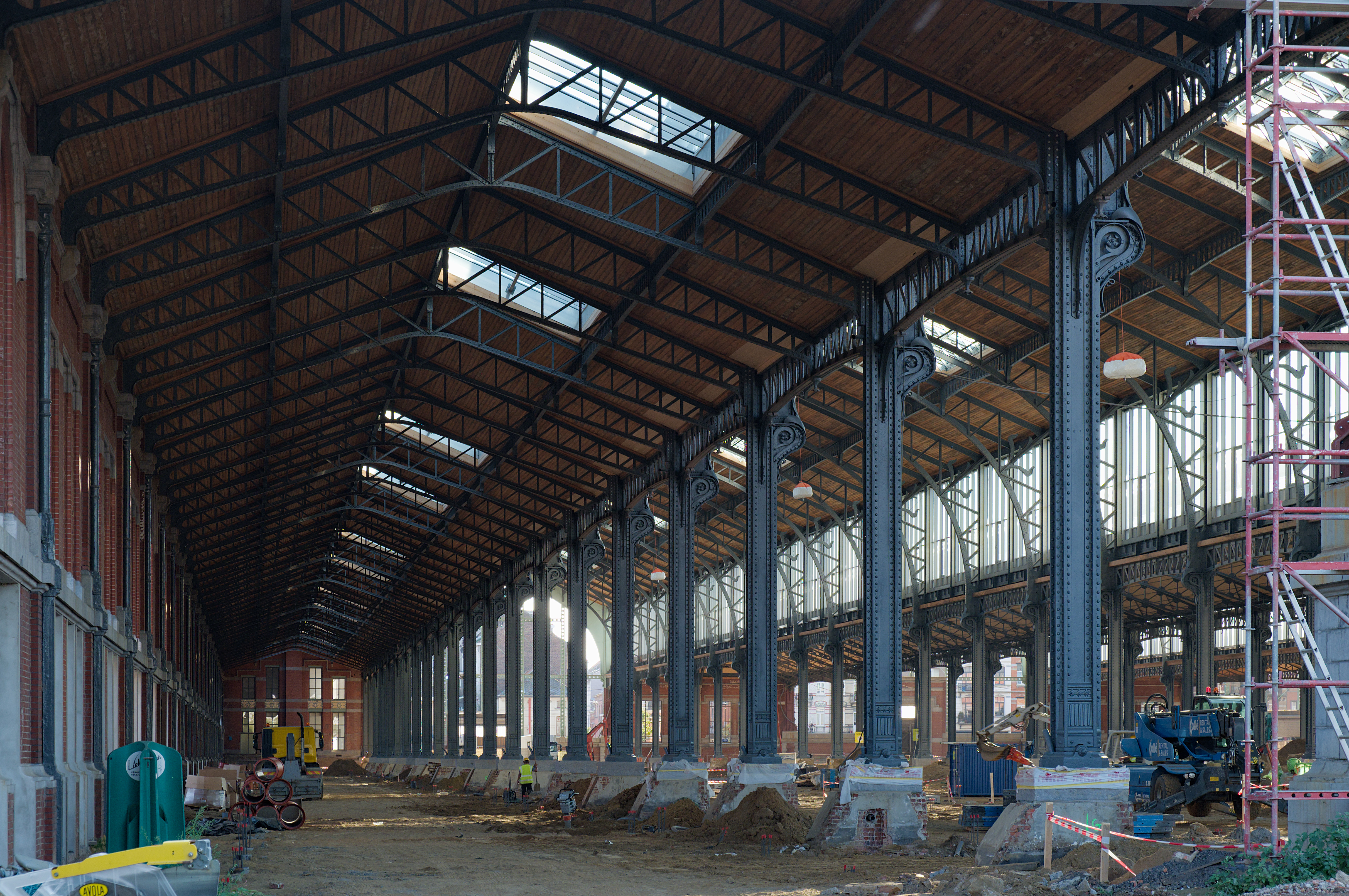
Järnvägsstationen under renovering, 2018